# Мінамі-Айкі

36°2′10″ пн. ш. 138°32′49″ сх. д. / 36.03611° пн. ш. 138.54694° сх. д.
Міна́мі-А́йкі (яп. 南相木村, みなみあいきむら, МФА: [mʲinamʲi ai̯kʲi muɾa]) — село в Японії, в повіті Мінамі-Саку префектури Наґано. Станом на 1 квітня 2009 площа села становила 66,03 км². Станом на 1 липня 2011 населення села становило 1099 осіб.